# Люксёй-ле-Бен (кантон)
Люксёй-ле-Бен (фр. Luxeuil-les-Bains) — кантон во Франции, находится в регионе Франш-Конте, департамент Верхняя Сона. Входит в состав округа Люр.
Код INSEE кантона — 7014.

## Население
Население кантона на 2010 год составляло 7472 человека.
| 1962 | 1968 | 1975   | 1982   | 1990 | 1999 | 2010 |
| ---- | ---- | ------ | ------ | ---- | ---- | ---- |
| 8334 | 9404 | 10 280 | 10 137 | 9000 | 8609 | 7472 |

## Коммуны кантона
Всего в кантон входят 2 коммуны, из них главной является Люксёй-ле-Бен.
| Коммуна       | Население, чел. (2010) | Почтовый индекс | Код INSEE |
| ------------- | ---------------------- | --------------- | --------- |
| Люксёй-ле-Бен | 7248                   | 70300           | 70311     |
| Сен-Вальбер   | 224                    | 70300           | 70475     |